# Great Burdon
Great Burdon è un villaggio dell'Inghilterra, appartenente alla contea del Durham.